# LOOKING FOR THE TRUTH
「LOOKING FOR THE TRUTH」（ルッキング・フォー・ザ・トゥルース）は、PAMELAHの1枚目のシングル。

## 内容
表題曲は、かつて瀬木祐未子が在籍した女性ボーカルトリオ「Beaches」として活動した黒澤摩璃子が作詞を手掛けている。テレビ朝日系「音楽ニュースHO」エンディングテーマ。
映像作品が長らくDVD化される事がなく、シングルのビデオクリップがMusingで配信されていたが、2012年8月8日に発売された「LEGEND of 90's J-ROCK「LIVE BEST & CLIPS」」にシングル「SPIRIT」のビデオクリップと共に収録され、初のDVD化が実現する事になった。

## 収録曲
1. LOOKING FOR THE TRUTH
作詞:Mariko Kurosawa　作曲･編曲:小澤正澄
2. DON'T CRY ANYMORE
作詞:水原由貴　作曲･編曲:小澤正澄
3. LOOKING FOR THE TRUTH (Original Karaoke)

## 収録アルバム
- Truth（#1、1stアルバム）
- HIT COLLECTION -CONFIDENCE-（#1、ベストアルバム）
- REMIX EDITION〜PAMELAHOLIC〜（#1、リミックスアルバム）
- COUNTDOWN BEING (#1、コンピレーションアルバム)
- complete of PAMELAH at the BEING studio（#1、非公認ベストアルバム）
- BEST OF BEST 1000 PAMELAH（#1、非公認ベストアルバム）